# Františka Poláčková
Františka Poláčková (* 3. březen 1926 Žarošice) je moravská folkloristka, lidová umělkyně, která se věnuje podpoře folklorních aktivit a zachování lidových tradic v severní části Hanáckého Slovácka, konkrétně na Ždánicku, nositelka Ceny Jihomoravského kraje za přínos v oblasti folkloru.
Už od dětství se věnuje zdobení kraslic vyškrabováním, tzv. resováním. Kraslice vyzdobené touto technikou vystavovala a předváděla v mnoha zemích světa, své umění předávala malérečkám dalších generací.
Zabývá se také výrobou krojových součástek a vyšíváním krojů. Obnovila již téměř ztracenou tradici pečení perníkového výslužkového a svatebního koláče.
V roce 2019 se stala nositelkou Ceny Jihomoravského kraje za přínos v oblasti folkloru.
| „ | Se svým pozorovacím talentem a smyslem pro detail v kontextu celku paní Poláčková napomáhá tomu, aby se cenné znalosti nevytratily společně s příslušníky její generace, ale aby přetrvaly v záznamech současných badatelů či prostřednictvím několika televizních pořadů. To vše lahodným, čistým hanácko-slováckým nářečím. | “ |
| — | |   |